# Walter Bauer
Pour les articles homonymes, voir Bauer.
Walter Bauer (né le 8 août 1877 à Königsberg, en province de Prusse et mort le 17 novembre 1960  à Göttingen, en Basse-Saxe) est un théologien protestant allemand, spécialiste des débuts du christianisme.

## Biographie
Walter Bauer passe sa jeunesse à Marbourg (Hesse), où son père est professeur. Il fait ses études de théologie dans trois universités : celles de Marbourg, Strasbourg et Berlin. Il enseigne à l'université de Breslau et à celle de Göttingen.

## Œuvres
- Traduit en français : Orthodoxie et hérésie aux débuts du christianisme, Éditions du Cerf, 2009
- Mündige und Unmündige bei dem Apostel Paulus (Diss. Marburg), 1902
- Der Apostolos der Syrer in der Zeit von der Mitte des vierten Jahrhunderts bis zur Spaltung der syrischen Kirche., Gieszen, 1903
- Das Leben Jesu im Zeitalter der Neutestamentlichen Apokryphen, 1909 (réimpr. 1967)
- Die katholischen Briefe des Neues Testaments, 1910; Das Joh.ev., 1912
- Die Briefe des Ignatius von Antiochia und der Polykarpbrief, Tübingen, 1920
- Die Oden Salomos, 1933
- Rechtgläubigkeit und Ketzerei im ältesten Christentum, 1934
- Lehrbuch der neutestamentaren Theologie, 2 vol
- Griechisch-Deutschen Wörterbuch zu den Schriften des Neuen Testaments und der übrigen urchristlichen Literatur, 1925